# Séphora
Pour les articles homonymes, voir Séphora (homonymie).
Séphora, ou Tsippora ou encore Zéphora telle que citée dans Proust (en hébreu : צִפוֹרָה, Sippôra(h), « petit oiseau » ; en arabe : Asfūra) est un personnage biblique, elle est l’épouse de Moïse et la fille de Jéthro, le prêtre des Madianites.
D'après la tradition juive, elle est enterrée dans le Tombeau des Matriarches, à Tibériade.

## Contexte biblique

Moïse défendant les filles de Jethro.Sebastiano Ricci, 1708-1711,
musée des Beaux-Arts de Budapest.

Dans le livre de l'Exode, Moïse quitte l'Égypte en fugitif, après avoir tué un contremaître égyptien. Arrivant à un puits près de Madian, il prête main-forte à un groupe de bergères menant leur troupeau, face à des bergers hostiles. Celles-ci l'invitent, en guise de remerciement, à conduire les troupeaux de leur père, Jéthro, prêtre d'El Elyon (Dieu suprême) de Madian. Elles racontent à leur père leur rencontre avec Moïse en le qualifiant d'Égyptien.
Il se lie avec l'une d'elles, Séphora, qu'il épouse et qui lui donne un garçon, Gershom, puis plus tard Éliézer.
Moïse et Séphora arrivent à un abri et Dieu essaie de tuer Moïse, jusqu'à ce que Séphora, inspirée, pratique la circoncision sur son enfant Gershom, à l'aide d'une pierre plate. Après avoir été renvoyée, Séphora retrouve Moïse.
Dans Nombres 12:1, apparaît la quatrième et dernière occurrence d'une épouse (non nommée) de Moïse : la sœur de Moïse, Myriam, est rendue lépreuse par colère divine pour avoir douté que Moïse soit plus inspiré qu'elle par Dieu, car il avait épousé une Koushite (terme habituellement compris comme signifiant Éthiopienne). Dans ce passage, il n'est pas donné de prénom, mais il est juste mentionné une épouse koushite, or, Séphora étant madianite, des sources anciennes, comme Flavius Josèphe (Antiquités Juives, 2.10-11), et le Targoum Pseudo-Jonathan, et modernes (critique biblique) estiment qu'il s'agissait d'une autre épouse appelée Tharbis, la bigamie n'étant ni illégale, ni réprouvée à l'époque, d'autant plus qu'un précédent majeur avait été trouvé en la personne de Jacob, qui avait pour épouses Rachel et Léa.
Cependant, la majorité des sources traditionnelles, tant juives que chrétiennes, estiment qu'il s'agit de la même personne, Koushite étant à prendre au sens de « à la couleur de peau noire », koush provenant d'une racine hébraïque signifiant « sombre » car les Madianites étant des nomades habitués aux échanges commerciaux, aux mélanges culturels et ethniques, il se peut que dans une même famille se trouvent des individus de type sémite et de type noir africain à la manière des Touaregs aujourd'hui. Cependant, André-Marie Gerard, dans son Dictionnaire de la Bible,  avance une autre hypothèse : « « Kouchite » signifie ici non pas « originaire de Kouch », mais de Kouchân, une tribu de Madiân, comme il apparaît dans un verset du prophète Habacuc (Ha 3:7) où les deux noms, mis en parallèle, paraissent synonymes. » Toutefois, certaines traductions du passage d'Habacuc mentionné donnent « Éthiopie » pour Kuchan ; c'est par exemple dans la Sainte Bible de Louis Segond : « Je vois dans la détresse les tentes de l'Éthiopie, Et les tentes du pays de Madian sont dans l'épouvante. »

## Séphora dans le Coran
Séphora (en arabe صفورة) est une figure respectée dans la tradition islamique. Aux yeux des musulmans, une femme est vertueuse et chaste. Le sourate Al-Qasas (28) consacré à l'histoire de Moïse parle de Séphora avec un grand respect.

## Postérité

### Peinture
- La Jeunesse de Moïse, Sandro Botticelli, 1481-1482, fresque de la chapelle Sixtine.
- Moïse et son épouse Séphora l'Éthiopienne Jacob Jordaens, vers 1650.

### Littérature
- Dans le roman Un amour de Swann de Marcel Proust, Charles Swann idolâtre Odette de Crécy en voyant en elle la Sephora de Botticelli dans la fresque Les épreuves de Moïse de la chapelle Sixtine.
- Tsippora, roman de Marek Halter.

### Cinéma
- Dans le film Les Dix Commandements de Cecil B DeMille sorti en 1953, Sephora est interprétée par Yvonne De Carlo.
- Dans le film d'animation Le Prince d'Égypte des studios DreamWorks, sorti en 1998, Tsippora est interprétée par Michelle Pfeiffer (voix).
- Dans le film Exodus de Ridley Scott, sorti en 2014, Sephora est interprétée par María Valverde.

### Télévision
- Dans la série Testament: L'histoire de Moïse sortie en 2024 sur Netflix, Sephora est interprétée par Dominique Tipper.

### Art contemporain
- Sephora figure parmi les 1 038 femmes référencées dans l'œuvre d’art contemporain The Dinner Party (1979) de Judy Chicago. Son nom y est associé à Judith[15],[16].